# Stomping the Phantom Brake Pedal
Albums de Angels & Airwaves
Love: Part Two
(2011) The Dream Walker
(2014)
Singles
1. Reel 1 (Diary)
Sortie : 28 octobre 2012
2. Surrender (Remix)
Sortie : 8 janvier 2013

Stomping The Phantom Brake Pedal est le premier maxi du groupe américain Angels & Airwaves. Il est sorti le 18 décembre 2012 sous le label du groupe, To The Stars Records.

## Fiche technique

### Liste des pistes
Toutes les chansons sont écrites et composées par Angels & Airwaves.
| Disc 1: The Score Evolved | Disc 1: The Score Evolved | Disc 1: The Score Evolved | Disc 1: The Score Evolved | Disc 1: The Score Evolved | Disc 1: The Score Evolved | Disc 1: The Score Evolved | Disc 1: The Score Evolved | Disc 1: The Score Evolved | Disc 1: The Score Evolved |
| No                        | Titre                     | Durée                     |                           |                           |                           |                           |                           |                           |                           |
| ------------------------- | ------------------------- | ------------------------- | ------------------------- | ------------------------- | ------------------------- | ------------------------- | ------------------------- | ------------------------- | ------------------------- |
| 1.                        | Reel 1 (Diary)            | 7:42                      |                           |                           |                           |                           |                           |                           |                           |
| 2.                        | Reel 5 (New Blood)        | 4:52                      |                           |                           |                           |                           |                           |                           |                           |
| 3.                        | Reel 6                    | 3:42                      |                           |                           |                           |                           |                           |                           |                           |
| 14:47                     |                           |                           |                           |                           |                           |                           |                           |                           |                           |

Toutes les chansons sont écrites et composées par Angels & Airwaves.
| Disc 2: Love Re-Imagined | Disc 2: Love Re-Imagined              | Disc 2: Love Re-Imagined | Disc 2: Love Re-Imagined | Disc 2: Love Re-Imagined | Disc 2: Love Re-Imagined | Disc 2: Love Re-Imagined | Disc 2: Love Re-Imagined | Disc 2: Love Re-Imagined | Disc 2: Love Re-Imagined |
| No                       | Titre                                 | Durée                    |                          |                          |                          |                          |                          |                          |                          |
| ------------------------ | ------------------------------------- | ------------------------ | ------------------------ | ------------------------ | ------------------------ | ------------------------ | ------------------------ | ------------------------ | ------------------------ |
| 1.                       | Surrender (Remix)                     | 4:21                     |                          |                          |                          |                          |                          |                          |                          |
| 2.                       | Epic Holiday (Remix)                  | 3:37                     |                          |                          |                          |                          |                          |                          |                          |
| 3.                       | Young London (Remix)                  | 3:16                     |                          |                          |                          |                          |                          |                          |                          |
| 4.                       | Anxiety (Remix)                       | 3:56                     |                          |                          |                          |                          |                          |                          |                          |
| 5.                       | Saturday Love (Remix)                 | 3:34                     |                          |                          |                          |                          |                          |                          |                          |
| 6.                       | One Last Thing (Remix) (iTunes Bonus) | 2:32                     |                          |                          |                          |                          |                          |                          |                          |
| 18:26                    |                                       |                          |                          |                          |                          |                          |                          |                          |                          |

### Crédits
- Tom DeLonge - Guitare, chant
- David Kennedy - Guitare
- Matt Wachter - Basse
- Ilan Rubin - Batterie